# Принципы права
При́нципы пра́ва — руководящие нормы права, определяющие содержание и направления правового регулирования.
С одной стороны, они выражают некие закономерности права, а с другой — представляют собой наиболее общие нормы, которые действуют во всей сфере правового регулирования и распространяются на все субъекты. Эти нормы либо прямо сформулированы в закон, либо выводятся из общего смысла законов.
Принципы права определяют пути совершенствования правовых норм, выступая в качестве руководящих идей для законодателя. Они являются связующим звеном между основными закономерностями развития и функционирования общества и правовой системой. Благодаря принципам, правовая система адаптируется к важнейшим интересам и потребностям человека и общества, становится совместимой с ними.
Правовые принципы подразделяются на свойственные праву в целом (общеправовые), его отдельным отраслям (отраслевые) или группе смежных отраслей (межотраслевые). Например, к отраслевым относится принцип индивидуализации наказания в уголовном праве, к межотраслевым — принцип состязательности в гражданском процессуальном и уголовно-процессуальном праве.

## Виды принципов права
Принципы права можно классифицировать по множеству оснований. Одним из важнейших является та или иная сфера общественной жизни. По этому основанию выделяют принципы права, регулирующие экономические, политические, социальные и духовные отношения.
В зависимости от того, основу системы права в целом, либо отдельных её нормативно-правовых общностей составляют принципы права выделяются следующие группы:
- Исходные начала, отражающие природу отдельных институтов права. Для института альтернативной государственной гражданской службы характерны принципы равного доступа к службе.
- Межинституциональные нормативно-руководящие положения. Они обычно характерны для двух и более институтов права. Принцип гарантированности оплаты труда действует в институтах заработной платы, трудового договора и т.д.
- Общие для каждой национальной правовой системы принципы, которые действуют в подавляющем большинстве отраслей права и распространяют свою юридическую силу на основные разновидности юридической практики. (Правотворчество, толкования и т.д.).
- Принципы, отражающие особенности той или иной правовой семьи. (Принципы верховенства шариата и т.д.).
- Принципы международного права. Разграничиваются на несколько институтов и отраслей права. К ним относятся такие принципы, как неприменение силы и угрозы силой, разрешение международных споров мирными средствами и т.п. [1]

Общеправовые (общие) выражают общее в содержании всех отраслей права, представляют собой исходные начала внутри отраслевой правотворческой и правоприменительной деятельности государства.
К числу этих принципов, в частности, относятся следующие:
- верховенства права
- законности
- равенства всех перед законом (равноправия)
- взаимной ответственности личности и государства
- ответственности при наличии вины

Межотраслевые выражают общее в содержании нескольких смежных (родственных) отраслей права (например, общими для таких отраслей права, как уголовно-процессуальное и гражданское процессуальное право, являются принцип гласности судопроизводства и принцип состязательности при отправлении правосудия).
Отраслевые лежат в основе содержания той или иной отрасли права и выражают особенности той или иной конкретной отрасли права. Например, принципом гражданского права является принцип полного возмещения убытков, принципом уголовного права — принцип индивидуализации наказания.

Принципы права в сравнении с правовыми нормами:
- характеризуются наибольшей стабильностью,
- обладают большей юридической силой,
- выполняют правотворческую функцию,
- регулируют возникшие пробелы в правоотношениях.

С учётом вышесказанного можно сказать, что принципы права являются основой действующей системы правовых норм и позволяют поддерживать правопорядок даже без существующих юридических норм.

Виды принципов права:
1. В зависимости от сферы реализации: общие (принцип справедливости), межотраслевые, отраслевые, институциональные или отдельных правовых институтов.
2. В зависимости от способов изложения: прямо или косвенно закреплённые в конкретном нормативно-правовом акте.
3. По характеру содержания: общесоциальные, специально юридические (присуще только праву).

Принципы выполняют функции:
- систематизирующую — на их основе формируются те или иные системы, отрасли, институты права. Они обеспечивают существенную, устойчивую, необходимую связь между разнообразными нормами права и иными нормативно-правовыми предписаниями, выступают важным ориентиром в правотворческом процессе и систематизации, толковании и реализации норм права.
- Правотворческую — обеспечивают единообразное формулирование норм права, определяют пути совершенствования правовых норм, выступая в качестве руководящих идей для законодателя.
- Регулятивную — направляют применение юридических норм, намечают общую линию решения того или иного юридического дела.
- Интегративную — связующее звено между основными закономерностями развития и функционирования общества и правовой системы.